# Fontanetto Po
Fontanetto Po (piemontiul: Fontané) település Olaszországban, Vercelli megyében. Lakosainak száma 1034 fő (2023. január 1.). Fontanetto Po Gabiano, Livorno Ferraris, Palazzolo Vercellese, Crescentino, Moncestino és Trino községekkel határos.

## Népesség
A település népességének változása:
| Lakosok száma | 1156 | 1136 | 1034 |
|               | 2017 | 2018 | 2023 |